# Céleste (Film)
Céleste ist eine Filmbiografie über Marcel Prousts Haushälterin Céleste Albaret durch Regisseur Percy Adlon aus dem Jahr 1981. Das Drehbuch basiert auf Albarets Memoiren Monsieur Proust.
Im Mittelpunkt des Films steht Céleste Albaret. Sie ist die Gattin von Prousts Stammtaxifahrer Odilon Albaret und führt den Haushalt des Dichters in seinen acht letzten Lebensjahren. Obwohl bildungsfern aufgewachsen, avanciert sie im Lauf der Zeit zu einer wichtigen Vertrauten Prousts; sie unterstützt ihn schließlich auch in seiner literarischen Arbeit. Drehorte waren München, Cabourg, Auxillac (Zentralmassiv, Frankreich) und Paris, Drehzeit Januar–Februar 1981.

## Auszeichnungen
Quelle: IMDB
- 1980: Chicago International Film Festival: Percy Adlon (Nominiert für Gold Hugo – Best Feature)
- 1982: Bayerischer Filmpreis: Eva Mattes (Darstellerpreis)
- 1982: Deutscher Kamerapreis: Jürgen Martin (Spielfilm)
- 1983: Gilde-Filmpreis in Silber (Deutscher Film)